# Kleinia picticaulis
Kleinia picticaulis là một loài thực vật có hoa trong họ Cúc. Loài này được (P.R.O.Bally) C.Jeffrey mô tả khoa học đầu tiên năm 1986.